# Nicolás Pareja
Nicolás Martin Pareja (né le 19 janvier 1984 à Buenos Aires) est un joueur professionnel de football évoluant au poste de défenseur.

## Carrière
Il est un des grands espoirs argentin. Convoité par le Boca Juniors et d'autres grands clubs argentins, il a préféré rejoindre Nicolas Frutos, Cristian Leiva et Lucas Biglia à l'été 2006, en provenance du club argentin de Argentinos Juniors, au Royal Sporting Club d'Anderlecht pour la somme de 2 millions d'euros.
Pouvant évoluer tant à droite que dans l'axe, Nicolas Pareja est un défenseur sobre et sûr de lui. Presque inconnu avant d'arriver en Belgique, il a fait partie des trois argentins de plus de 23 ans sélectionnés pour les J.O. 2008 de Pékin. L'or olympique à son palmares, courtisé par plusieurs clubs, dont Tottenham Hotspur FC, il a été transféré du Royal Sporting Club d'Anderlecht vers l'Espanyol Barcelone pour la somme de 4 millions d'euros. En juillet 2010, il signe au Spartak Moscou pour un transfert évalué à dix millions d'euros. En juillet 2013, le défenseur international argentin a été prêté par le Spartak Moscou au FC Séville pour un an avec option d'achat. En février 2014, l'option est levée.
| Saison    | Club                  | Division                          | En championnat     | En coupe nationale | En coupe continentale | En sélection nationale |
| --------- | --------------------- | --------------------------------- | ------------------ | ------------------ | --------------------- | ---------------------- |
| 2004-2005 | Argentinos Juniors    | Primera División                  |                    |                    |                       | -                      |
| 2005-2006 | Argentinos Juniors    | Primera División                  |                    |                    |                       | -                      |
| 2006-2007 | Anderlecht            | Pro League                        | 21 matchs          | 5 matchs           | 4 matchs / 1 but      | -                      |
| 2007-2008 | Anderlecht            | Pro League                        | 18 matchs          |                    | 8 matchs              | -                      |
| 2008-2009 | Espanyol de Barcelone | La Liga                           | 30 matchs / 3 buts | 3 matchs           | -                     | -                      |
| 2009-2010 | Espanyol de Barcelone | La Liga                           | 30 matchs          | -                  | 2 matchs              | -                      |
| 2010-2011 | Spartak Moscou        | Championnat de Russie de football | 11 matchs          | -                  | 5 matchs              | 1 match                |
| 2011-2012 | Spartak Moscou        | Championnat de Russie de football | 24 matchs / 1 but  | 2 matchs           | 2 matchs              | -                      |
| 2012-2013 | Spartak Moscou        | Championnat de Russie de football | 12 matchs / 2 buts | -                  | 4 matchs              | -                      |
| 2013-2014 | FC Séville            | La Liga                           | 25 matchs          | -                  | 12 matchs             | -                      |
| 2014-2015 | FC Séville            | La Liga                           | 26 matchs / 1 but  | 3 matchs           | 8 matchs              | -                      |
| 2015-2016 | FC Séville            | La Liga                           | 2 matchs           | -                  | -                     | -                      |
| 2016-2017 | FC Séville            | La Liga                           | 27 matchs / 1 but  | -                  | 7 matchs / 1 but      | -                      |
| 2017-2018 | FC Séville            | La Liga                           | 5 matchs           | -                  | 4 matchs              | -                      |

## Palmarès
- 2006 : Supercoupe de Belgique avec RSC Anderlecht.
- 2007 : Champion de Belgique avec RSC Anderlecht.
- 2007 : Supercoupe de Belgique avec RSC Anderlecht.
- 2008 : Coupe de Belgique avec le RSC Anderlecht.
- 2008 :  Médaille d'or aux Jeux olympiques d'été de 2008 avec l'équipe d'Argentine.
- 2014 : Ligue Europa 2013-2014 avec Séville FC.
- 2015 : Ligue Europa 2014-2015 avec Séville FC.
- 2016 : Ligue Europa 2015-2016 avec Séville FC.